# Loco afán: crónicas de sidario
Loco afán: crónicas de sidario es el segundo libro del escritor chileno Pedro Lemebel, publicado originalmente en 1996 por LOM Ediciones en Santiago de Chile.
Como la mayoría de su obra, corresponde a una recopilación de crónicas relacionadas con la homosexualidad de su país y de Latinoamérica. En este caso las crónicas además enfatizan el tema del sida y la marginalidad travesti.
El año 2000 el libro fue publicado en la colección «Contraseñas» de la editorial española Anagrama, lo que marcó para el escritor el comienzo de su proyección internacional. Para esta nueva edición se agregaron y quitaron algunas crónicas. Además se cambió la portada, pero se conservó la idea de incluir en ella una fotografía de Pedro Lemebel con Francisco Casas, en una de sus performances de 1990 del dúo llamado Las Yeguas del Apocalipsis. Posteriormente, en Chile el libro fue reeditado en octubre de 2009 por la colección «Biblioteca breve» de la editorial Seix Barral.
En una nota inicial en forma de versos, el autor incluye agradecimientos a su abuela Olga, a su madre Violeta, y a sus amigos Carmen Berenguer, Francisco Casas, Polo Escárate, Elías Jamet, Néstor Perlongher, Juan Edmundo González y Sigifredo Barra.

## Estructura
El título de la obra, como en otros libros del autor, se refiere al verso de una canción popular, en este caso de un tango. El libro se divide en cinco capítulos que en total incluyen treinta y un crónicas, varias de las cuales poseen subtítulos. Cada parte agrupa crónicas con ciertas temáticas en común.
Una de las últimas crónicas del libro, titulada «El fugado de La Habana», fue posteriormente incluida por el autor en otro de sus libros, Adiós mariquita linda (2004), junto con otras crónicas relacionadas con su viaje a La Habana y más distanciadas de la temática del sida.

## Contenido
Las crónicas que conforman el libro varían dependiendo de su edición. La primera edición de LOM omitía la crónica «Loco afán», que da nombre al libro. Por su parte, la editorial Anagrama omitió las crónicas «Cecilia (El platino trizado de la voz)», «Juan Dávila (La silicona del libertador)» y «La loca del pino». Salvo estos cambios, el orden de aparición de las crónicas se mantiene.
A continuación se listan todas las crónicas aparecidas en las distintas ediciones. En general, la primera parte se refiere a amistades o conocidos del autor fallecidos de sida; la segunda parte es de crítica política y social; la tercera parte trata sobre el lugar de la homosexualidad en la política; la cuarta parte se refiere a personajes famosos y nostálgicos que estuvieron en Chile en algún momento, y la última parte se refiere a personajes particulares relacionados con el mundo gay.
| Título                                                                            | Argumento |
| --------------------------------------------------------------------------------- | --- |
| «Demasiado herida»                                                                | |
| La noche de los visones (o la última fiesta de la Unidad Popular)                 | A partir de una antigua fotografía, recuerda la gran fiesta gay organizada durante la UNCTAD III por el humilde Palma, vendedor de pollos en la Vega Central. La fiesta se realizó en la casa de Palma en Recoleta, el 31 de diciembre de 1972, para celebrar el Año Nuevo, que parecía augurar el declive de la Unidad Popular y el Golpe de Estado de 1973. Entre los jóvenes fotografiados, además de Palma están la Chomilou, prostituta travesti, y la Pilola Alessandri, opositor a Allende y pariente de militares que perdió esa noche unos abrigos de piel de visones. Los tres murieron de sida, luego que la epidemia llegara a Chile a comienzos de los años 1980. La Chomilou, última víctima de las tres, murió en 1988, el mismo día del retorno a la democracia, en medio de una fiesta en que el movimiento gay ya se había institucionalizado, siguiendo un modelo estadounidense muy alejado al de la época de la Unidad Popular. |
| La Regine de Aluminios el Mono                                                    | Sobre La Regine, travesti a cargo del prostíbulo gay Aluminios El Mono, ubicado frente a la Vega Central y que atendía a los militares durante la dictadura. Por esos años conoció a Sergio, un soldado raso heterosexual opositor a la dictadura militar. Hasta su muerte, ocasionada por el sida, La Regine compartió con Sergio una fuerte amistad. |
| La muerte de Madonna                                                              | Sobre la Madonna, un conocido travesti del barrio rojo de San Camilo, en Santiago. Llamado así en honor a su ídola Madonna, falleció de sida tras el retorno a la democracia, donde incluso entonces los registros grabados de sus performances fueron censurados de una muestra organizada por Nemesio Antúnez en el Museo Nacional de Bellas Artes. |
| El último beso de Loba Lamar (crespones de seda en mi despedida... por favor)     | Sobre Loba Lamar, travesti de Valparaíso que murió de sida luego de una intensa agonía, en compañía de sus amigos gay, quienes durante sus últimos días de vida la consintieron en todo, y que tras su muerte se esmeraron en maquillar y dejar atractivo su cadáver. |
| «Llovía y nevaba fuera y dentro de mí»                                            | |
| Nalgas lycra, sodoma disco                                                        | Sobre las discotecas gay de Santiago, donde al mismo tiempo abundan el contagio del sida y las modas. |
| Carta a Liz Taylor (o esmeraldas egipcias para AZT)                               | Carta sarcástica a Elizabeth Taylor, quien de repente se volvió pro gay, escrita por un gay chileno con sida. |
| Los mil nombres de María Camaleón                                                 | Sobre el uso de los apodos como una manera de subir el ánimo incluso a los enfermos de sida. |
| «Atada a un granito de arena»                                                     | Sobre los mochileros que vacacionan sin dinero en playas como Cartagena, y que pese a ser supuestamente heterosexuales, acaban por dinero acostándose con gais. |
| Crónicas de Nueva York (El bar Stonewall)                                         | Sobre su incómoda visita al turístico, sofisticado, histórico y carísimo bar Stonewall, hito del movimiento gay en el barrio Manhattan de Nueva York, en el cual no se sintió a gusto. |
| Y ahora las luces (Spot: Ponteló-ponseló. Ponte-ponte-pónseló)                    | Crítica a la publicidad de prevención contra el sida, que por su erotismo acaba produciendo el efecto contrario. |
| «Los diamantes son eternos» (Frívolas, cadavéricas y ambulantes)                  | Entrevista a un gay con VIH positivo, sin las autocensuras típicas producidas en las entrevistas televisivas. |
| Esas largas pestañas del sida local                                               | Sobre los funerales de los muertos por sida, tan solitarios y discriminados en los años 1980, irónicamente convertidos en los años 1990 en grandes eventos sociales. |
| Su ronca risa loca (El dulce engaño del travestismo prostibular)                  | Sobre la prostitución travesti, sus engaños, peligros y sacrificios. |
| Homoeróticas urbanas (o apuntes prófugos de un pétalo coliflor)                   | Sobre la deriva del gay en la ciudad, que prefiere vivirla en el presente. |
| «El mismo, el mismo loco afán» (Uf, y ahora los discursos)                        | |
| Manifiesto (Hablo por mi diferencia)                                              | Manifiesto político, donde realza la valentía de aceptar su homosexualidad y pone en duda que la homofobia se vaya a acabar luego del retorno a la democracia. |
| El proyecto nombres (un mapa sentimental)                                         | Sobre el Proyecto Nombres o Quilt, iniciado en Estados Unidos y que consiste en una manera de que las familias recuerden a sus fallecidos por el sida mediante la recolección de prendas de vestir bordadas. Este proyecto se ha replicado en América Latina. |
| «Biblia rosa y sin estrellas» (la balada del rock homosexual)                     | Sobre la música rock, cuya hegemonía heterosexual no logró ceder ante la irrupción de famosas bandas gay estadounidenses en los años 1960, ni menos aún en Latinoamérica, donde solo en Argentina las bandas gay han estado más cerca de hacerse un lugar en la historia, aunque también han fracasado. |
| El rojo amanecer de Willy Oddó (o el rasguño letal de la doncella travesti)       | Sobre el asesinato de Willy Oddó perpetuado por un travesti de 17 años, que en prisión acabó contrayendo el sida. |
| Carrozas chantillí en la plaza de armas                                           | Sobre los homosexuales mayores que se pasean por la Plaza de Armas de Santiago, y que a pesar de su humilde jubilación y una vida de apariencias ocultando su identidad gay, se mantienen atentos a nuevas oportunidades sexuales, en las que se muestran cautos y responsables. |
| Loco afán                                                                         | Sobre la homosexualidad latinoamericana, que no ha podido hacerse su espacio en las políticas vigentes. |
| «Besos brujos» (Cancionero)                                                       | |
| El beso a Joan Manuel («Tu boca me sabe a hierba»)                                | Sobre el beso tibio y fugaz que logró darle a Joan Manuel Serrat en la Universidad Arcis, en medio de los reproches de los jóvenes admiradores del cantautor. |
| Gonzalo (el rubor maquillado de la memoria)                                       | Sobre Gonzalo Cáceres, amanerado estilista de Lucía Hiriart de Pinochet durante la dictadura. Tras el retorno a la democracia, se alejó de la derecha y supo mantenerse en los medios televisivos con su doble estándar. |
| Raphael (o la pose amanerada del canto)                                           | Sobre Raphael, seguidor de Franco que triunfó como cantante mediante la interpretación de las letras de Manuel Alejandro, con un histrionismo amanerado contrario a su negación homosexual. |
| Rock Hudson (o la exagerada pose del astro viril)                                 | Sobre la homosexualidad de Rock Hudson, oculta durante años tras una exagerada faceta viril, y que se evidenció tras su muerte de sida, con el pesar de sus antiguas admiradoras. |
| «Aquellos ojos verdes» (a ese corazón fugitivo de Chiapas)                        | Sobre Marcos, revolucionario contemporáneo, gay mexicano de Chiapas y adherente del Frente Homosexual de Cataluña. |
| Lucho Gatica (el terciopelo ajado del bolero)                                     | Sobre el cantante chileno de boleros Lucho Gatica alias el Pítico, que en los años 1950 emigró a México, donde se casó y adquirió fama internacional con su afeminada voz. |
| Las noches escotadas de la tía Carlina                                            | Sobre la Tía Carlina Morales y su distinguido local de espectáculos y prostitución travesti. Ubicado inicialmente en la calle Vivacelta de Santiago, cerró durante la dictadura, para reabrir años más tarde en otro lugar de la ciudad, con los travestis exiliados en Europa. |
| Cecilia (El platino trizado de la voz)                                            | Sobre Cecilia, la incomparable, representante de la nueva ola que con su aguda voz adquirió fama en Chile y España durante los años 1960, incluyendo entre sus seguidores al mundo gay. En los años 1970 intentó dejar atrás su look de niña buena, pero no fue bien recibida por los medios. Solo reapareció años más tarde y de manera fugaz en programas de espectáculos televisivos que buscaban revivir a los nostálgicos artistas de aquellos años. |
| Juan Dávila (La silicona del libertador)                                          | Sobre la controversial pintura del artista homosexual Juan Dávila, en la que representa a Simón Bolívar desnudo y con pechos de mujer. |
| «Yo me enamoré del aire, del aire yo me enamoré»                                  | |
| Lorenza (Las alas de la manca)                                                    | Sobre Ernst Böttner, nacido en Punta Arenas, quien tras perder sus dos brazos en un accidente, se fue con su madre a Alemania. Allí se convirtió en travesti y en artista plástico, bajo el nombre artístico de Lorenza. Fue elegido símbolo de las Olimpiadas de minusválidos en Barcelona, y falleció de sida en 1993. |
| El fugado de La Habana (o un colibrí que no quería morir a la sombra del sidario) | Sobre Adolfo, un pintor cubano que conoció en la Sexta Bienal de Arte en Cuba celebrada en La Habana, que se había escapado de un hospital del sida y con quien compartió una noche de enamoramiento, sin sexo de por medio. |
| La transfiguración de Miguel Ángel (o «la fe mueve montañas»)                     | Sobre Miguel Ángel Poblete, un niño pobre de la población de Peña Blanca, en Villa Alemana, que durante la dictadura adquirió fama internacional por supuestamente poder comunicarse con la Virgen, y a través de ella poder realizar sanaciones y milagros. Tras reunir bastante dinero, se fue al extranjero. Regresó a Chile ya en democracia, convertido en travesti. |
| Berenice (La resucitada)                                                          | Sobre un hombre que a los dieciocho años, harto de que lo molestaran por su cuerpo femenino, se fue con unas temporeras y abandonó así su hogar en el campo sureño. Una tarde falleció una de estas temporeras, llamada Berenice. El joven tomó sus documentos y huyó con ellos a Santiago, suplantando su identidad. En la capital trabajó primero como prostituta travesti, y finalmente como trabajadora doméstica, hasta que en un ataque de locura, secuestró inocentemente al pequeño que cuidaba, luego que éste le dijera «mamá». Finalmente fue capturada y se entregó mansamente. |
| La loca del pino                                                                  | Sobre un gay de un barrio marginal, lleno de jóvenes drogadictos, que cada mes de diciembre pasaba por las calles cargando un árbol de Navidad recién cortado, dando inicio simbólico a las fiestas de fin de año. Las burlas constantes que le hacían cesaron cuando incumplió la prohibición de no talar más pinos para la Navidad. El último año que lo vieron ya estaba débil, y su desaparición significó el deterioro de las fiestas en el barrio. |